# ビルマニア
「ビルマニア」は、日本のミュージシャン・吉井和哉の10枚目のシングル。2009年1月28日にEMIミュージック・ジャパンから発売された。

## 概要
前作から1年2ヶ月ぶりとなるシングル。アルバム『VOLT』の先行シングルとして発売された。カップリングはPUFFYへの提供曲のセルフカバー。
PV監督は吉井自身が担当。俳優の山田孝之が出演している。『クローズZERO』を観て以来、山田に注目していた吉井は「ビルマニア」の作曲の段階からPVに山田に出演してもらうことを想定しており、スタッフにもそのことをもらしていた。するとレコーディングで滞在していたカリフォルニアに山田も撮影で滞在していることがわかり、そこで食事の席を設け、出演を依頼した。ビデオの内容は、もともと「ビルマニア」は「カラオケで歌ってもらえるように」と作った曲で、カラオケで流れる映像をイメージして作られている。アルバム発売時のMTV・MVセレクションでは、「このPV(ビルマニア)は全てのカラオケで配信されている。自身がボーカリストではなくただバンドに徹することで、歌っているのはあなた自身だということを強調したかった」と語っている。

## 収録曲
（全作詞・作曲・編曲：吉井和哉）
1. ビルマニア [4:26]
2. くちびるモーション [3:53]
3. ビルマニア (instrumental) [4:26]
4. くちびるモーション (instrumental) [3:51]

## 収録アルバム
- VOLT (#1)
- 18 (#1)
- PUFFY COVERS (#2)
- SUPERNOVACATION (#2)

## 参加ミュージシャン
- 吉井和哉 - ボーカル、ギター、キーボード、パーカッション (#1)
- クリス・チェイニー（英語版） - ベース
- ジョシュ・フリーズ（英語版） - ドラム
- パトリック・サンソン（英語版）（ウィルコ） - キーボード (#1)
- アラン・ヨハネス（英語版） - エレクトリック・ギター (#2)